# 밀트 잭슨
밀트 잭슨(Milt Jackson, 1923년 1월 1일 ~ 1999년 10월 9일)은 미국의 재즈 비브라폰 연주자였다.
모던 재즈기(期)가 낳은 최대의 비브라폰 주자이다. 디지 길레스피 악단을 거쳐 MJQ의 설립에 참여, 이후 15년 동안 MJQ에 속하였으나 단독으로 수많은 레코딩 섹션에 참가하였다. 그의 블루스는 감동적이고 발라드는 서정적이나, 압도적인 스윙감의 소유자이며, 그가 나타났기 때문에 햅프턴은 상당수의 팬을 빼앗겼다고 할 정도이다.
그는 76세의 나이로 1999년 10월 9일에 죽었고 뉴욕 브롱크스 우드론 묘지에 안치되었다. 밀트 잭슨은 뉴 저지 티넥에 거주하고 있었다.

## 같이 보기
- 솔 음악